# 全国大学入試問題正解
『全国大学入試問題正解』（ぜんこくだいがくにゅうしもんだいせいかい）とは、旺文社が発行している年次版の大学入試の過去問題集の名称。

## 概要
戦後から毎年発行され続けて現在に至る。最新年度の大学入試問題が、科目ごとに総評・解答・解説つきで掲載されている。現在では、英語・数学・国語・日本史・世界史・地理・政治経済・物理・化学・生物の5教科10科目が刊行されており、英数国はいずれも私立大学・国公立大学の2分冊。
その分厚さから、一般に「電話帳」と呼ばれており、進学校や予備校・学習塾の進路指導室には、たいてい常備されている。全国の主な大学の入試問題を極力網羅する方針で編集されており、大学入試問題研究においては欠かすことのできない一次資料である。普通は赤本にしか載ることのない、地方大学の入試問題も載っているので、重宝されている。また、後ろには分野別の索引や英語長文の100文字要約などがある。
なお、模範解答および解説の執筆は国内の高校教師、予備校・学習塾の講師、大学教授らに委託している。2002年までは、全国短期大学入試問題正解も出版されていたが、近年の短大人気の陰りに伴い、現在では出版が停止されている。ジュニア版とも言うべき、全国高校入試問題正解もある。各科目別や国語・数学・英語の合冊、理科・社会の合冊が発行されている。

## 備考
安田亨は長らく数学の全国大学入試問題正解を担当していた。安田はその後「安田亨とそのグループによる本の夢を作る会社 株式会社ホクソム」を立ち上げ、大学入試問題解答集を毎年独自に出版している。